# Anexophana robinsonalis
Anexophana es un género de pirálido monotípico. Fue descrita por Pierre Viette en 1960 y contiene la especie A. robinsonalis. Se encuentra en Madagascar.